# Bleichroden
Bleichroden ist ein Weiler der Gemeinde Tannhausen im Ostalbkreis in Baden-Württemberg.

## Beschreibung
Der Weiler liegt etwa eineinhalb Kilometer südwestlich von Tannhausen an der Landstraße L 1076 auf dem Mündungssporn zweier Bäche. Südlich des Ortes fließt der Auchtgraben vorbei, der in den südostwärts zur Schneidheimer Sechta laufenden Schlierbach mündet.
Naturräumlich liegt der Weiler im Vorland der östlichen Schwäbischen Alb, genauer im Härtsfeldvorland auf den Pfahlheim-Rattstädter Liasplatten.

## Geschichte
Der Ort wurde das erste Mal im Jahre 1270 als „Obern Roden“ erwähnt, im Gegensatz zu „Nidern Roden“ (Niederroden). Der Ort gehörte zum Herrschaftsbereich der Grafen von Oettingen.